# Five Star (együttes)
A Five Star egy brit popegyüttes, mely 1983-ban alakult. Tagjai Stedman, Lorraine, Denise, Doris és Delroy Pearson testvérek. 1985 ÉS 1988 között a csapatnak négy Top 20-as albuma, és 15 Top 40-es kislemeze volt az Egyesült Királyságban. Köztük a "System Addict" (1986), a "Can't Wait Another Minute" (1986), a "Find the Time" (1986), a "Rain or Shine" (1986), a "Stay Out of My Life" (1987), és a "The Slightest Touch" (1987) című slágerek. 1987-ben megnyerték a legjobb brit együttesnek járó díjat.

## Életrajz

### 80-as évek
A romfordi testvérek együttesét apjuk, és menedzserük Buster Pearson alapította a The Jackson 5 mintájára. Pearson egykor lemezlovasként és session zenészként dolgozott Wilson Pickett-tel együtt, és 1982-ben megalapították a Tent Records Ltd. lemezkiadót. Debütáló  kislemezük 1983-ban jelent meg, azonban nem került fel a slágerlistára, azonban a tévés megjelenéseknek köszönhetően lemezszerződést ajánlott fel az RCA Records. A jövőbeli kiadások Tent/RCA kiadványok voltak. Két sikertelen kislemez után áttörésük 1985-ben következett be, az "All Fall Down" című dallal, mely a 15. helyig jutott az angol kislemezlistán. A Billboard Hot 100-on az Egyesült Államokban a 65. helyig sikerült jutnia. A Hot R&B slágerlistán bejutotta  legjobb 20 közé, és a Top 10-be is a 6. helyre a Hot Dance/Disco slágerlistán.
Az együttes 1985 júniusában adta ki debütáló albumát Luxury of Life címmel. Ez tartalmazza az utolsó három kislemezüket, melyet a "Let Me Be the One" című kislemez követett, mely szintén Top 20-as sláger volt az Egyesült Királyságban, valamint az amerikai US Hot 100-as sláger volt az R&B listán, ahol a 2. helyig jutott. 1985-ben két sikertelen kislemezzel nem sikerült bejutni a Top 20-ba, majd 1986 elején az együttes megszerezte első Top 10-es helyezését a "System Addict" című dallal, mely a 7. brit kislemez volt a debütáló albumukról. A dal a 3. helyig jutott az Egyesült Királyság kislemezlistáján, és ezüst minősítést kapott. Sikere az album eladásainak növekedéséhez is vezetett, amely 1986 februárjában a 12. helyig jutott az Egyesült Királyság albumlistáján. A későbbiek során platinalemez lett a szigetországban. 1986-ban a "First Avenue" című dal instrumentális változata az "All Fall Down" című dal B. oldalán kapott helyett, melyet Grammy-díjra jelöltek a legjobb R&B instrumentális dal kategóriában, valamint a "Love Take Over" remix változata újabb US Hot R&B Top 10-es helyezést adott nekik, a 9. helyet elérve.
1986-ban egy új dal, a "Can't Wait Another Minute" újabb Top 10-es slágert eredményezett az együttesnek az Egyesült Királyságban. Az US Hot R&B és US Hot Dance/Disco slágerlistákon, valamint a valaha volt legmagasabb amerikai Hot 100-as listán a 41. helyet érte el. A dalt a Gung Ho című filmben is felhasználták. Majd következett egy újabb Top 10-es sláger a "Find the Time" című, majd 1986 augusztusában megjelent második stúdióalbumuk "Silk and Steel" címmel. Az album 1. helyezést ért el, és 1,2 millió példányban kelt el az Egyesült Királyságban. 1987-re háromszoros platinalemez lett. A "Rain or Shine" című dal az együttes eddigi legmagasabb brit slágerlistás helyezése, mely a 2. helyig jutott. Az "If I Say Yes", az Egyesült Királyság Top 20-as slágere, és utolsó amerikai Hot 100-as helyezés.
1987-ben a Silk and Steel című album két további kislemeze a "Stay Out of My Life" melyet Denise írt, és a "The Slightest Touch" bekerült az Egyesült Királyság Top 10-es helyezettjei közé, az amerikai megjelenésű "Are You Man Enough?" (Shep Pettibone remix) együtt az US Hot R&B Top 20 helyezettjei közé. 1987-ben elnyerte a legjobb brit együttesnek járó BRIT díjat a legjobb brit együttes kategóriájában, valamint a legjobb brit album kategóriában is jelölték.
Sikerük csúcspontján a család megvásárolta a Stone Court nevű kastélyt, mely Berkshire-ben található, PM. Dawn korábbi menedzserétől Nick Hemmingstől, amelyben mindannyian éltek és dolgoztak. Volt benne egy beépített stúdió is. Szuper autóflottával rendelkeztek, melyekben Lamborghinik és Ferrarik voltak. Jómódú életüket erősen nyilvánosságra hozták a sajtóban és a televízióban egyaránt.
Az új dal a "Whenever You're Ready" szűken lemaradt az angol kislemezlista Top 10-ből. A 11. helyig jutott. Az Egyesült Államokban a 39. helyig jutott a Hot R&B listán. Más listára nem került fel. 1987-ben jelent meg a Between the Lines című albumuk, mely az Egyesült Királyságban a 7. helyig jutott, és platinalemez is lett, azonban nem sikerült túlszárnyalnia korábbi albumsikerüket. A Diane Warren által jegyzett "Strong as Steel" balladát vették fel a következő kislemeznek, mely az Egyesült Királyságban a 16. helyig jutott, az Egyesült Államokban pedig egyáltalán nem került fel a slágerlistákra. A következő brit kislemez, a "Somewhere Somebody" nem jutott be a top 20-ba, és további kislemezek nem jelentek meg az albumról.
1988-ban a csapat megpróbált egy letisztult együttes képét mutatni, ami keményebb tánchanggal párosult. A Leon Sylvers III által készített "Another Weekend" című kislemez a 18. helyig jutott az angol kislemezlistán, és 4. Rock the World című stúdióalbumuk is csak mérsékelt sikert aratott, amely a 17. helyig jutott az albumlistán. Ez volt az utolsó Top 20-as albumuk. Az album  második brit kislemeze a "Rock My World" lett az utolsó Top 40-es slágerük, és az album további kislemezei sikertelenek voltak. Az Egyesült Államokban a "Someone's in Love" című dalt választották vezető kislemeznek, de ez a dal, és az "Another Weekend" is csak kisebb helyezéseket ért el a Hot R&B slágerlistán.
1989 áprilisában új kislemezük, a "With Every Heartbeat" ismét lemaradt a Top 40-es pozícióról, és a 49. helyig jutott. Még ugyanebben az évben megjelent egy Greatest Hits gyűjtemény, mely a brit albumlista 53. helyéig jutott. A sikertelenségek közepette a család mindössze két  év után kénytelen volt eladni Berkshire-i kastélyát, és a Hertfordshire-i Hatfieldbe költözött.
A "With Every Heartbeat" népszerűsítése közben a csapat megjelent a Going Live című brit gyerekműsorban, amikor egy élő telefonbeszélgetés során egy tizenéves hívó verbálisan bántalmazta a csapatot, és megkérdezte, miért "olyan kibaszott szarok"

### 90-es évek
Buster Pearson, aki jelenleg az RCA kiadónál dolgozik, 1990-ben szerződtette az együttest az Epic Recordshoz, és megjelentették az együttes 5. stúdióalbumát, amely egyszerűen csak a Five Star címet kapta. A dalokat a családi házukban rögzítették és írtak. A nagy promóció ellenére két kislemez jelent meg, a "Treat Me Like a Lady" és a "Hot Love", azonban nem lettek Top 40-es helyezettek a slágerlistára, ahogyan az album sem került fel a slágerlistára. Tervben volt egy harmadik kislemez a "What About Me Baby" azonban végül nem jelent meg. 1990 októberében Stedman Pearsont letartóztatták magamutogatás miatt egy nyilvános Wc-ben a londoni New Maldenben. Ezt követően a zenekar átköltözött az Egyesült Államokba.
Hatodik stúdióalbumuk a "Shine" 1991-es megjelenése után az Epic Records feloszlatta az együttest. Az album az Egyesült Államokban egyáltalán nem jelent meg. 1994-ben az együttes kiadott egy albumot apjuk saját Tent nevű kiadójánál, a Heart and Soulnál, amelyet 1995-ben újra kiadtak az Egyesült Királyságban. A slágerlistás helyezések ismét elkerülték őket, és a csapat feloszlott. Denise megházasodott, gyermekei születtek, Delroy pedig zenei produkcióba kezdett. 

### 2000-es évek
2001-ben megjelent egy új Five Star kislemez, a "Funktafied" mely a 99. helyig jutott az amerikai US Hot R&B listán. Az ezt kísérő album, az Eclipse azonban nem aratott sikert, mely máig a csapat utolsó albuma. Az együttes 2002-ben tért vissza az Egyesült Királyságban, ahol trióként Stedman, Denise, és Lorraine léptek fel különböző turnékon, beleértve a Here and Now című nosztalgiaturnét is. 2005-ben újra felvették a "System Addict" című dalukat, és megjelentették. A Five Star 2006 októberében meghívást kapott, hogy fellépjen a Butlin nevű üdülőhelyen, ahol mind az öt tagot meghívták.
Denise Pearson egy 2007-es interjú során elmondta, hogy szólóanyagon dolgozik, aminek eredményeképpen 2009-ben kiadta debütáló kislemezét.
2007 márciusában a Sony BMG kiadó megjelentetett egy válogatás DVD-t a csapat videóiból Five Star Performance címmel. 
A Five Star 25. évfordulója alkalmából 2008-ban Denise csatlakozott Stedmanhez, és 2008 októberében felléptek a Butlins-i háttértáncosokkal. Még ebben az évben Denise azt nyilatkozta a The Guardian újságnak, hogy ha meg tudja győzni Lorraine-t, a testvérét, hogy csatlakozzon hozzájuk akkor teljes lenne a felállás, és így a tagok még egy utolsó közös turnéra összeállnának. A következő évben a West Enden debütált a Thriller-Live című Michael Jackson munkásságát bemutató koncert-revű, mely 2009 január és decembere között futott.

## 2010-es évek
2010-ben a Cherry Pop kiadó megjelentette a csapat első két albumának, a Luxury of Life-nak, és a SIlk and Steel-nek a "Special Edition" bővített változatát. 2013-ra kiadták a csapat további hat albumának bővített változatát is, melyet eredetileg az RCA és Epic égisze alatt jelentettek meg. Mindkét kiadó jelenleg a Sony BMG része. 
A Five Star 1983-ban felvett legelső dala a "Problematic" 2011. július 18-án jelent meg digitálisan, egy korábban kiadatlan dallal együtt "If" – amely az 1994-es Heart and Soul album szekcióiból származik.
2012-ben mind az öt testvér színpadra lépett a Rewind Fesztiválon, július 21-én a Scone Palace-ban, Perth-ben, Skóciában, és augusztus 18-án Henley-n, Thames-ben. A tagok édesapja, és egyben a csapat menedzsere Buster Pearson 2012 októberében hunyt el.
2013-ban a Cherry Pop kiadó megjelentette a The Remix Anthology című albumot, mely 7" és 12"-es remixeket tartalmazott az RCA és az Epic által kiadott 1984 és 1991 közötti kislemezekből, melyek még nem szerepeltek a "Special Edition" album újrakiadásában. Ez az első olyan válogatás, mely tartalmazza a nem listázott 1984-es kislemezeket, az 1987-1988-as, csak az Egyesült Államokban megjelent kislemezeket és az 1990-91-es Epic kiadású kislemezeket. 
A csapat 2012 után már csak négyesben lépett fel. Delroy, Denise, Doris, és Stedman Lorraine távozása óta minden nyáron fellépett olyan fesztiválokon az Egyesült Királyságban, mint a Rewind, a Let's Rock és a Lytham. 
2018-ban Denise Five Star néven jelentette be Egyesült Királyság-beli turnéinak dátumát, amelyen most szerepelt először olyan előadó is, aki nem a testvére volt. Az új felállás a nyár folyamán számos koncerten lépett fel. Ugyanebben az időben Lorraine Pearson élő interjút adott a Loose Woman című műsorban, a brit televízióban, melyben kijelentette, hogy ő és Denise már nem barátok, mivel megsértette őt az új felállás.
2018-ban CD boxban jelent meg egy deluxe kiadás, mely az összes jelentős Five Star dalt tartalmazza. Denise segített a gyűjtemény összeállításában, valamint a megjelenés népszerűsítésében.

## Tagok
- Denise Pearson – ének, dalszerző (1983–1995, 2001–2002, 2012–present)
- Doris Pearson – ének, dalszerző, koreográfus(1983–1995, 2001–2002, 2012–2018)
- Lorraine Pearson – ének, szóvivő, dalszerző (1983–1995, 2001–2002, 2012–2013)
- Stedman Pearson – ének, jelmeztervező (1983–1995, 2001–2002, 2012–2018)
- Delroy Pearson – ének, dalszerző, producer (1983–1995, 2001–2002, 2012–2018)

## Diszkográfia
Stúdióalbumok
- Luxury of Life (1985)
- Silk and Steel (1986)
- Between the Lines (1987)
- Rock the World (1988)
- Five Star (1990)
- Shine (1991)
- Heart and Soul (1995)
- Eclipse (2001)